# Borovo (Bulgaria)
Borovo (in bulgaro Борово?) è un comune bulgaro situato nella Regione di Ruse di 7 581 abitanti (dati 2009). La sede comunale è nella località omonima

## Località
Il comune è formato dall'insieme delle seguenti località:
- Borovo (sede comunale)
- Batin
- Brestovica
- Gorno Ablanovo
- Ekzarh josif
- Obretenik
- Volovo